# ソフトエクレア

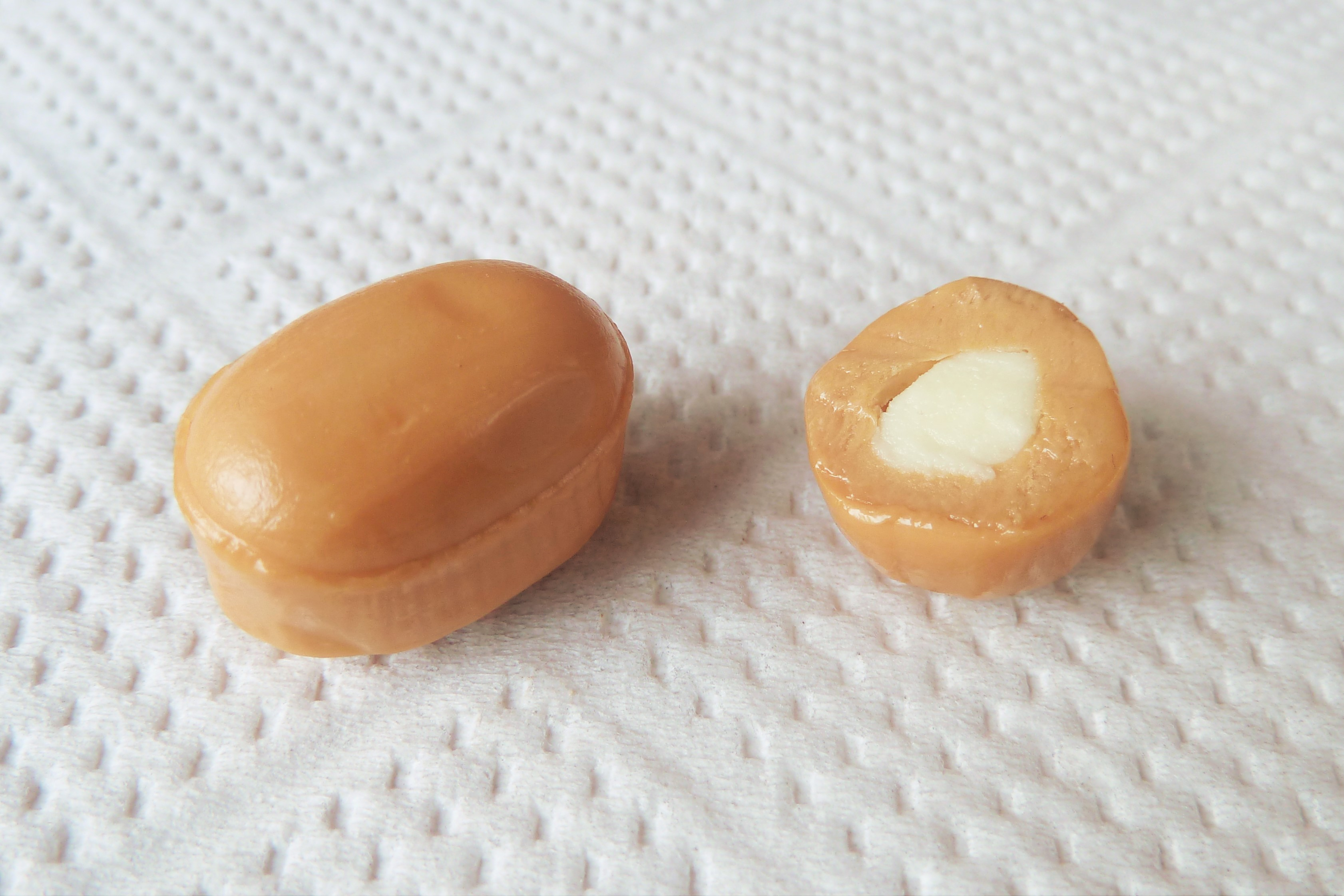
ソフトエクレア（バニラ）。右は断面

ソフトエクレアは、1971年に不二家から発売されたソフトキャンディの名称。3種類（バニラ・チョコレート・コーヒー）のクリームをソフトキャンディ（キャラメル）で包んだ、新しいタイプのキャンディとして発売された。1996年を最後に製造・販売が終了したが、製造中止後も問い合わせが相次いだため、不二家創業100周年記念として2010年9月にリニューアル版が発売されるようになった。現行商品は、バニラ・チョコレート・アーモンドの3種類の味である。

## 味
- 現行
  - バニラ
  - チョコレート
  - アーモンド
- 過去
  - コーヒー

## CMソング
商品発売当初に松任谷由実（当時は荒井由実名義）がCMソングを作り、1974年にそのフルバージョンとして「やさしさに包まれたなら」が発売された（ちなみに、フルバージョンの「目に映る　すべてのことは　メッセージ」の部分が、CMソングでは「目に映る　すべてのことは　きみのもの」となっているが、CMソングが先に製作されており、フルバージョン製作時にこの部分が変更されている）。1976年からは「ほっぺたにプレゼント」（CMオリジナル曲）1980年には「まぶしい草野球」がCMソングに使用され、一躍有名となった（後にさだまさしの「向い風」もCMソングとして起用）。